# Harold J. Berman
Harold Joseph Berman (13. února 1918, Hartford, Connecticut – 13. listopadu 2007, New York) byl americký právní historik, odborník na mezinárodní a srovnávací právo, profesor Harvardovy univerzity.

## Život
Vystudoval právo na Yaleově univerzitě, kde roku 1947 získal také doktorát. Za války sloužil jako kryptograf a byl vyznamenán Bronzovou hvězdou. Od roku 1948 přednášel na Harvardově univerzitě právní dějiny a mezinárodní právo a vynikl zejména jako znalec sovětského práva. Od roku 1955 navštěvoval tehdejší Sovětský svaz, kde přednášel o americkém právu a po roce 1990 působil jako poradce v řadě postkomunistických zemí a v Číně. Roku 1985 přešel na Emory University, kde rozvinul program bádání o vztazích mezi právem a náboženstvím ve středověké a novověké Evropě. Byl jedním ze zakladatelů World Law Institute na Emory University a podporoval studia světového práva. První takový studijní program založil roku 2000 na Středoevropské univerzitě v Budapešti. Po roce 1990 získal tři čestné doktoráty a roku 1997 byl zvolen členem American Academy of Arts and Sciences v Cambridge (Massachusetts). Emory Law Journal mu v roce 2008 věnoval zvláštní číslo.

## Dílo
Berman byl velmi plodný autor, napsal 25 knih a více než 400 odborných článků o teorii a dějinách práva. Jeho nejznámější dílo, Law and Revolution ("Právo a revoluce"), je rozsáhlá monografie, která sleduje vznik a vývoj západního práva od raného středověku po současnost. Evropské právní dějiny lze podle něho rozdělit do několika období, která začínají revolucemi - od "papežské revoluce" v 11. až 13. století, jíž je věnován první díl, přes reformaci, americkou a francouzskou revoluci až po komunistickou revoluci v Rusku. Ve vrcholném středověku se zformovaly jedinečné rysy západní právní tradice, jako je odlišení práva od panovnické moci i náboženství, představa soudcovské nezávislosti nebo vznik právní vědy, pěstované na nezávislých univerzitách, k nimž později přistoupily myšlenky obecné lidské rovnosti a lidských práv. Západní právo se tedy vyvíjí a má své dějiny a protože je pluralitní, má také své revoluce.

## Hlavní spisy
- Law and Revolution: The Formation of the Western Legal Tradition (Právo a revoluce. Utváření západní právní tradice)
- Law and Revolution II: The Impact of the Protestant Reformations on the Western Legal Tradition ((Právo a revoluce II. Dopad protestantských revolucí na západní právní tradici)
- The Nature and Functions of Law (Povaha a funkce práva)
- Soviet criminal law and procedure (Sovětské trestní právo a procedura)
- The Interaction of Law and Religion (Vzájemné působení práva a náboženství)
- Religion and International Law (Náboženství a mezinárodní právo, s Markem Janisem)
- Contemporary Chinese Law: Research Problems and Perspectives. (Současné čínské právo. Problémy a perspektivy bádání)